# Ayazo
Ayazo (llamada oficialmente San Pedro de Aiazo) es una parroquia del municipio de Frades, en la provincia de La Coruña, Galicia, España.

## Geografía
La parroquia está situada en el sudoeste del municipio de Frades, a 30 km de Santiago de Compostela, 50 km de La Coruña y 72 km de Lugo. Al sur está separado de la comarca de Arzúa por el río Tambre, al norte limita con las parroquias fradenses de Moar y Frades, por el este con la parroquia de Gafoi y por el oeste con el término municipal de Oroso. El relieve, condicionado por el paso de los ríos Maruzo (al norte) y Tambre (al sur), sobre una zona dominada geológicamente por el complejo de los esquistos de Órdenes, forma un territorio con suaves colinas entre los 267 m s. n. m., en el fondo del valle del Tambre (suroeste de Ayazo) hasta los 356 m s. n. m. en el Coto dos Cregos, al este de la parroquia o los 355 m s. n. m. en Coto do Alto (oeste de Ayazo).
En Aiazo conviven zonas agrarias y viviendas con bosques, predominan además plantaciones de eucaliptos y pinos, así como masas de bosque autóctono gallego de caducifolios; (roble carvallo, abedul, aliso, sauce, etc). Además, en Aiazo destacan los bosques de ribera propios de la cuenca del Tambre a orillas de los ríos Gairteiro, Tambre y Maruzo. La ribera del Maruzo forma parte de la Red Natura Río Tambre, protección que se prevé sea ampliada a la ribera del propio río Tambre.
La historia del poblamiento de Aiazo nos remite a un asentamiento tradicional en núcleos rurales donde se concentraba la población en un terreno de poco valor agropecuario y en torno a un acuífero. Históricamente Fontelo, Fonsá y A Devesa fueron los de mayor relevancia, los 3 con iguales características de vivienda adosada y continua. Complementarios a este aparecieron tanto casas de labranza aisladas, como es el caso de Os Pereiros, en A Devesa, u O Casal, en Fontelo, como otros núcleos que irían adquiriendo una importancia creciente con los años, es el caso de A Torre o A Carballeira. En la segunda mitad del siglo XX fueron apareciendo diversas viviendas aisladas, algunas de ellas al modo de ribbon development a lo largo de la carretera que une Ponte Carreira con Órdenes, otras con forma de one off, y otras complementando núcleos, como en el caso de los chalés construidos en A Carballeira.
Aiazo tiene una población con tendencias poco esperanzadoras, aunque en los últimos años obtuvo resultados demográficos mejores que los de su entorno, registrando incluso retornados e inmigrantes de edad media. La crisis de 2008, así como la mejora en los tiempos de transporte por carretera a centros de trabajo próximos, están cambiando los comportamientos pasados y generando una ligera tendencia al retorno e inmigración en Aiazo.

### Clima
El clima de Ayazo es oceánico, con abundantes precipitaciones y temperaturas suaves, en torno a los 12 °C de media anual. Los inviernos son frescos y lluviosos, con frecuencia la temperatura ronda o baja de los 0 °C por las noches, por lo que hay abundantes heladas e incluso días con nieve, a su vez, los veranos son relativamente secos y cálidos, con temperaturas que superan con facilidad los 25 °C.

## Historia
En Ayazo fueron hallados diversos yacimientos arqueológicos, como el Dolmen de Aiazo, túmulo megalítico del neolítico (estimado en unos 5.000 años de antigüedad), tratándose de uno de los más grandes y antiguos de toda Galicia o el Castro das Medorras, asentamiento fortificado de la Edad del Hierro, además de otros túmulos del neolítico y varios vestigios funerarios de épocas indeterminadas. Esta serie de yacimientos atestiguan un muy antiguo poblamiento de las tierras que hoy forman la parroquia. Próxima a Ayazo fue hallada una mina romana, que da indicios de una continuación del poblamiento durante la civilización romana.
Entre los siglos XVII y XIX se construyeron en Aiazo diversas mansiones y pazos de importancia en la zona, como una aun hoy habitada casa barroca en Fontelo, que había sido residencia de una influyente familia de carlistas con contactos en Santiago de Compostela y Madrid, o la Casa Fogueteiro, mansión barroca y antaño pensión, abandonada en la segunda mitad del siglo XX, hoy en avanzado estado de ruina, pero catalogada por su importancia arquitectónica.
En el siglo XIX, Aiazo pasó a integrarse en el municipio de Frades, que se había formado al quedar una serie de parroquias sin municipio en la formación de municipios en toda España, y fueron agrupadas en un nuevo municipio que recibió este nombre por ubicarse en la parroquia de Frades un edificio cedido por una importante familia local para ser la casa consistorial del entonces joven municipio, y que lo sigue siendo hasta la actualidad. Por Aiazo pasó desde la Edad Media un camino entre Sobrado dos Monxes y Santiago de Compostela, camino que dio nombre a la parroquia vecina de Frades y, en consiguiente, al municipio entero, por ser aquí donde los frailes (en gallego, frades) que viajaban de Sobrado a Santiago hacían noche, pues el camino duraba sobre dos jornadas. La Casa Fogueteiro fue en los siglos XVIII y XIX una pensión donde os frailes dormían. También e el siglo XIX se construyó la Iglesia de San Pedro, en el lugar conocido hoy como A Igrexa (en español; La Iglesia); Es un edificio barroco de una sola nave con cuerpo lateral en el lado norte de la cabecera, con muros de sillarejo, hoy pintados de blanco, y esquinales enmarcados en cantería.
En el siglo XX el camino a Santiago perdió su importancia, especialmente tras la apertura y dinamización de nuevas vías para los automóviles. Aiazo se quedó entonces recluida a parroquia agraria, sin más importancia que sus tierras vecinas, y destacando por el volumen de población enviado a la emigración a lo largo del siglo XX. En la década de los 1950 comenzaron en Aiazo los trabajos de concentración parcelaria, finalizados a principios de los 1990, que modificaron por completo el paisaje de Aiazo.
Desde la década de los años ochenta del siglo pasado, la estructura socioprofesional de Ayazo se fue modificando, a la vez que diferentes retornados de migraciones hacia Europa o destinos españoles, invertían en Aiazo en forma de construcciones de nueva planta. En los años 90 cobró importancia la Asociación de Veciños de Aiazo (Asociación de Vecinos de Aiazo), posteriormente denominada Asociación de Veciños Os Pasos de Aiazo. Este grupo de acción local dinamizó la vida en Aiazo de forma extraordinaria, sobre todo a raíz de la inauguración del Área Recreativa Fluvial Os Pasos de Aiazo, el 23 de julio de 1994, y que trajo consigo el impulso de diversos eventos y celebraciones que tenían Os Pasos como centro, como la Festa dos Pasos (desde 1994) o la Ruta de Senderismo (desde 1998). En enero de 2005 tuvo lugar la I Edición de la Festa da Merenda, ideada por influyentes vecinas dentro de la Asociación de Veciños Os Pasos Aiazo, y que rápidamente se convertiría en el mayor evento social y gastronómico de todo Frades y en uno de los más importantes de Galicia.

## Demografía
Durante la última década, su población no tuvo grandes cambios y la tendencia es al estancamiento demográfico, pese a todo, desde principios de siglo es la parroquia de Frades que menos población pierde. En la última década (2006-2016) perdió el 10% de efectivos demográficos, a la vez que el municipio perdió el 15% de los mismos.
| Gráfica de evolución demográfica de Ayazo entre 2000 y 2018 |
|                                                             |
| Población de derecho según el padrón municipal del INE      |

## Entidades de población
Entidades de población que forman parte de la parroquia:
- A Igrexa
- A Torre
- Devesa (A Devesa)
- Fonsá
- Fontelo (O Fontelo)
- O Casal

### Población

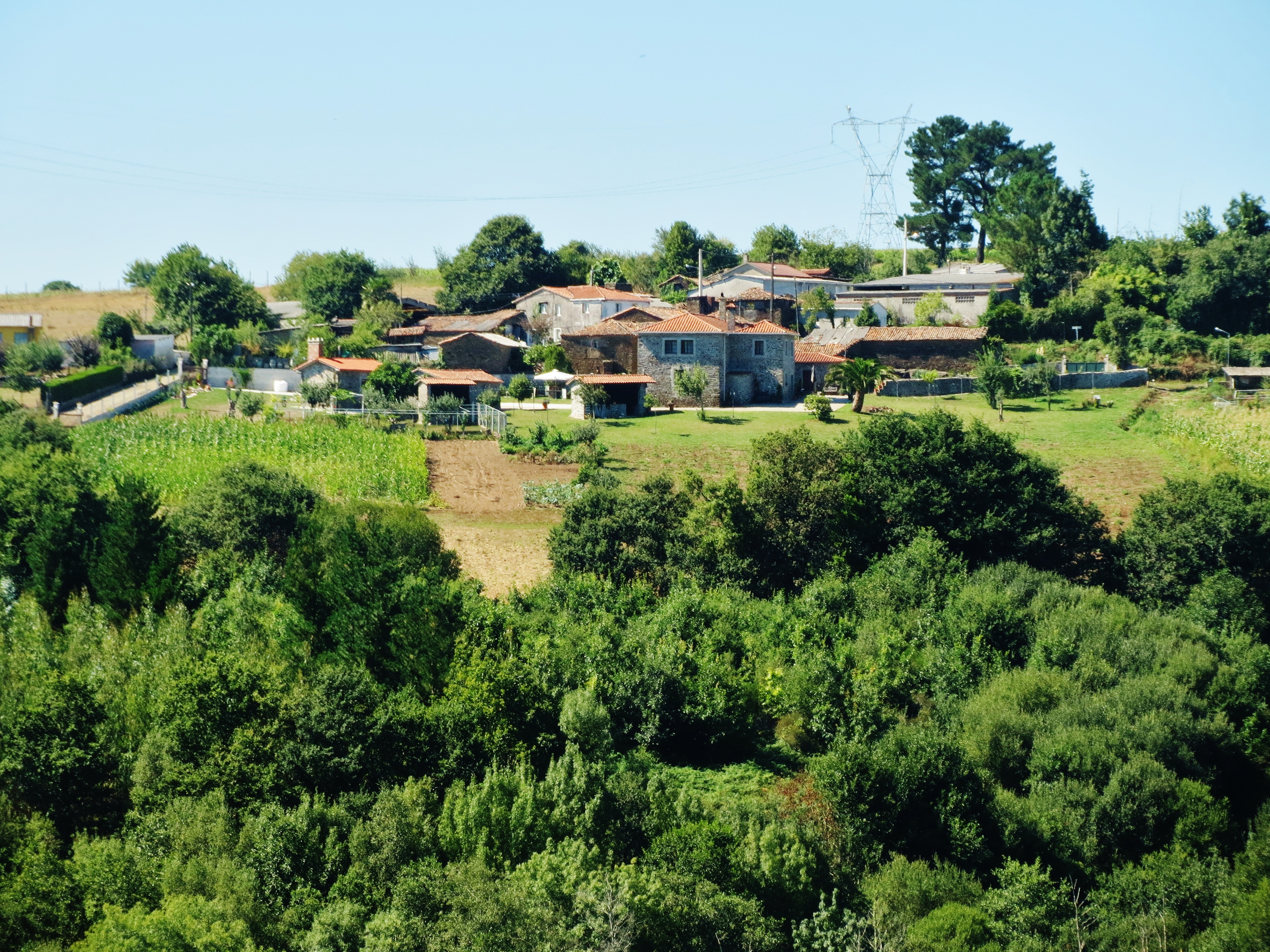
Núcleo de Fonsá con el Pazo de Mariñas

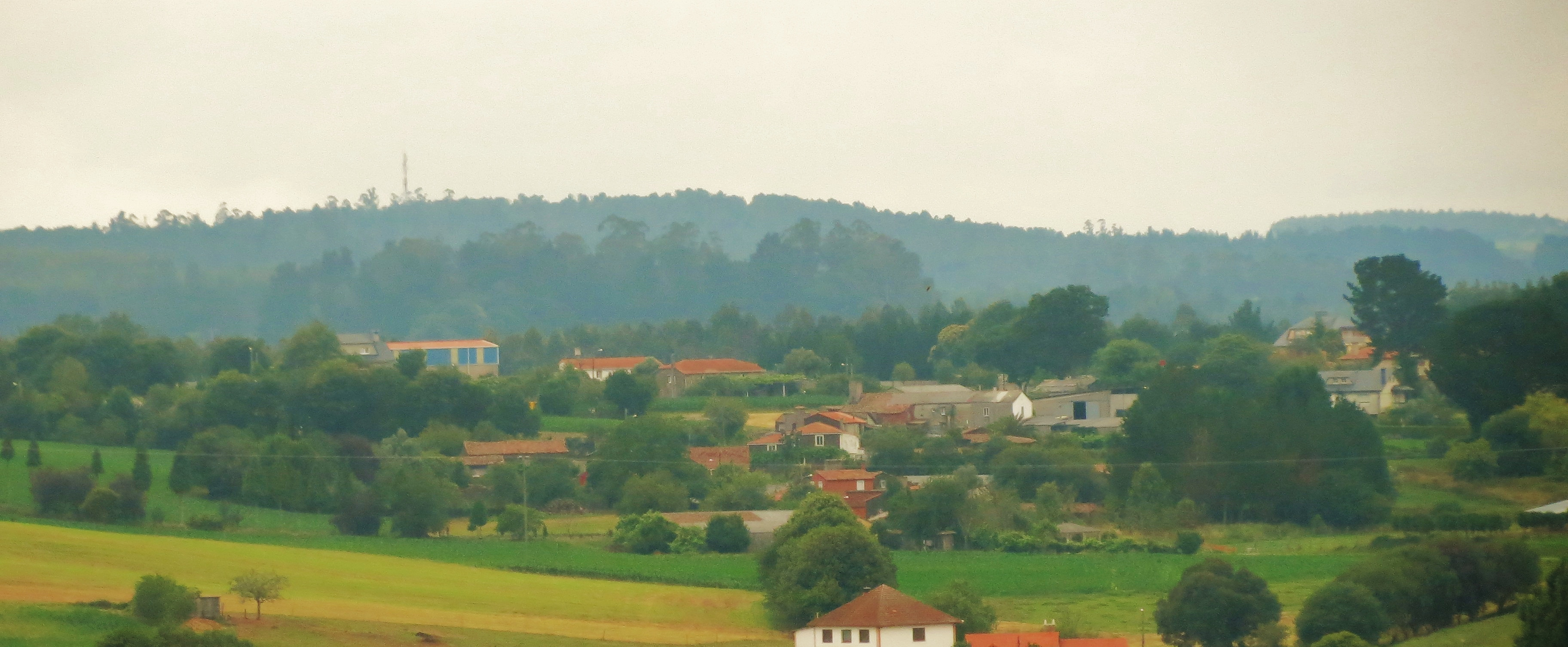
Paisaje de parte de Aiazo, con Fontelo en el centro, contemplado desde la vecina aldea de Tambre

La población de Aiazo está relativamente repartida dentro de la zona habitada y en estas aldeas o lugares:
- Fontelo. Aldea de casas antiguas y agrupadas en torno a una maltrecha calle que termina en otra más ancha y recta. Fontelo cuenta con varias casas despobladas y alguna abandonada. Antes de la constitución del municipio de Frades a comienzos del siglo XIX, Fontelo actuaba como centro socioeconómico y administrativo en su entorno rural, teniendo especial importancia el Pazo de Fontelo.
- A Igrexa. Localizada en torno al templo cristiano católico de San Pedro. Cuenta con 6 casas, de las cuales solo 2 están habitadas durante todo o año. Aquí está la plaza para fiestas y reuniones, el cementerio y los jardines de la iglesia.
- A Devesa. Formada principalmente por casas antiguas, algunas restauradas o reformadas.
- Fonsá. Formado por casas antiguas, abandonadas o restauradas, y casas más recientes. Destaca un pequeño pazo restaurado de propiedad privada (Pazo de Mariñas) y la hilera de casas conocida como Urbanización Maroño.
- A Carballeira. Zona residencial al norte de Fontelo, predominan viviendas de reciente construcción.
- Ghaltar. Formada por 4 casas de finales del siglo XX, todas ellas a lo largo de un camino homónimo.
- Os Canizos (A Carretera). Zona de casas atravesada por la carretera AC-3803 que comunica Órdenes con Ponte Carreira. Son en su mayoría casas antiguas reformadas y casas recientes, algunas de pocos años.
- A Pedra. Aldea con 2 viviendas y numerosas cuadras y establos que albergan la única explotación agrícola de Ayazo.
- O Cadro. Son 2 viviendas cerca de A Pedra, en una zona baja próxima al Tambre.
- Liñares. Un grupo de viviendas nuevas cerca de A carballeira.
- A Torre. Ocupa un cruce de sendas y tiene unas 5 casas.

El lugar de Fontelo e inmediaciones es la zona más poblada de Aiazo, con 84 habitantes (INE 2017), seguido por Fonsá e inmediaciones con 49 habitantes y por último A Devesa e inmediaciones con 26 habitantes.
En verano la población de Ayazo llega a doblarse, superando puntualmente las 300 personas. Esto es debido fundamentalmente a que durante todo el siglo XX Ayazo fue, al igual que muchas otras zonas de Galicia, un destacado foco emisor de emigrantes. Hoy día, existen pequeñas comunidades de aiacenses en ciudades como La Coruña o Vigo, en Galicia, así como en otras ciudades españolas y europeas entre las que destacan Barcelona (especialmente el municipio de Santa Coloma de Gramanet), Bilbao, Madrid, Londres, Aller, Zúrich o Hamburgo, además de otras ciudades del mundo como Buenos Aires. Viven, a su vez, aiacenses y descendientes en Francia y Portugal. En verano, un elevado número de emigrados y descendientes de los mismos ocupan decenas de viviendas, algunas vacías durante el resto del año.

## Turismo
Ayazo cuenta con 3 atractivos principales:
- Un dolmen descubierto en los años 90, destruido y situado en el monte de Trasghaltar. Su abandono fue denunciado por diversos colectivos en múltiples ocasiones, teniendo especial importancia la Associaçion Cultural Obradoiro da História, que además informó al pueblo de la importancia del yacimiento.[9]
- Una ruta de senderismo en proceso de rehabilitación paralela al río Tambre y que continúa por el resto del municipio de Frades.
- Un área recreativa fluvial a orillas del Tambre, que atrae numerosos visitantes en verano; es Os Pasos, inaugurada en 1994. Cada año la asociación vecinal Os Pasos organiza unha fiesta para conmemorar la inauguración del lugar. Os Pasos, desde 1994 sufrió una evolución constante que la llevó a convertirse, además de en un símbolo de identidad para todos los aiacenses y gentes de parroquias vecinas, en una playa fluvial y área de recreo de referencia en el área de Santiago.

Otros lugares de interés en Ayazo son la Peneda da Hedra, cueva natural limítrofe con el municipio de Oroso donde vivió un zapatero, y los diversos molinos de agua a lo largo del río Maruzo, muchos de ellos aun con su piedra, entre los que destaca el Muíño das Mestas.

## Economía
Aiazo es una parroquia residencial caracterizada por la multitud de movimientos pendulares diarios por motivos laborales hacia áreas urbanas coma la de La Coruña o Santiago, además de a otras zonas más próximas coma la villa de Órdenes. En la parroquia, las actividades agrarias tienen una importancia marginal, solo destacando la SAT A Pedra, con más de 100 cabezas de vacuno, lo que supone una diferencia con respecto al resto del municipio, donde estas actividades tienen una relevancia mucho mayor. Aiazo es al mismo tiempo sede de varias PYMES del sector servicios y del sector secundario así como de una gran empresa del sector de la silvicultura.

## Festividades
En la parroquia se celebran diversos eventos tanto religiosos como gastronómicos y culturales, gracias a una activa participación de la población. Destacan:
- Festa da Merenda; gastronómica. Se celebra cada Domingo de Ramos, en el inicio de la Semana Santa. Vecinas voluntarias elaboran "merendas" (especie de tortillas de masa a base de harina, huevos y agua típicas de la zona en tiempos de posguerra) y se ofrece una degustación gratuita con música. Es el evento cumbre de Aiazo y atrae miles de visitantes.[11] En las últimas ediciones, el grupo Sarillo de Aiazo empezó a organizar una nueva sección dentro del evento, llamada Foliada da Merenda, que consiste en un encuentro de varios grupos folclóricos en el que actúan durante parte de la tarde. Este evento, celebrado en una pequeña parroquia, se ha convertido en uno de los más importantes de toda Galicia, al superarse, en la edición de 2014, los 8000 visitantes estimados (más de 4000 vehículos) y las 1500 meriendas preparadas.[12]
- San Pedro; religiosa, celebrada durante 2 días a finales de junio.
- Festa dos Pasos; en conmemoración de la inauguración del área recreativa, se celebra siempre el sábado más próximo al 23 de julio; hay una comida y música por la noche.
- A Ruta; a principios de agosto se organiza una ruta por lugares próximos a Ayazo y después una comida en Os Pasos seguida de juegos populares por la tarde.[13]
- San Roque; religiosa, celebrada un domingo a finales de agosto.
- Magosto; gastronómica. Los vecinos preparan comida propia del otoño y se ofrece una degustación en el local social (A Carballeira).

El grupo Sarillo de Aiazo es una agrupación de música folclórica en Aiazo. Cuenta con unos 20 de miembros de diferentes edades que se reúnen semanalmente en el centro social de Aiazo para ensayar y actúan en diversos eventos por toda Galicia.